# Елия (демова секция Никити)
Вижте пояснителната страница за други значения на Елия.
Елия (на гръцки: Ελιά) е село курорт в Гърция, разположено на полуостров Ситония, област Централна Македония със 114 жители.

## География
Селото е разположено на западния бряг на Ситония, втория ръкав на Халкидическия полуостров.
Получавало е Син флаг за екологични плажове на Инспекцията към Министерство на околната среда през 2006, 2007, 2008 и 2009 г.
Селището се състои предимно от семейно управлявани хотели с по около 7-10 стаи и няколко големи хотели. Изискването за хотелите е да имат минимум 1 дка прилежащ двор на първа линия и минимум 4 дка на втора линия. Повечето от хотелите осигуряват студиа с малки кухни, както и голямо барбекю в двора. За да се избегне замърсяване на морето, отпадъчните води се извозват задължително периодично с помпени цистерни.
Извън активния сезон собствениците на хотелите живеят предимно в Никити, Солун и др. по-големи селища. Активният сезон е обикновено от юни до септември. Собствениците на хотелите обикновено наемат много обслужващ персонал от албанци, българи, молдовци, руснаци.
Селището се намира сред китни маслинови и пиниеви (средиземноморски борови) горички. Най-близките селища са Никити (11 км на север) и Неос Мармарас (10 км на юг), с които се свързва чрез две успорени на бреговата линия шосета с отлично състояние на настилката.